# ألدو فورت
ألدو فورت (بالإنجليزية: Aldo Forte)‏ هو لاعب كرة قدم أمريكية أمريكي، ولد في 20 يناير 1918 في شيكاغو في الولايات المتحدة، وتوفي في 29 أغسطس 2007 في Palm City, Florida ‏ في الولايات المتحدة.

## وصلات خارجية
- ألدو فورت على موقع مرجع كرة القدم المحترفة.كوم (الإنجليزية)